# Mohamed Elneny
Mohammed Naser Elsayed Elneny (tiếng Ả Rập: محمد ناصر السيد النني; sinh ngày 11 tháng 7 năm 1992) là một cầu thủ bóng đá chuyên nghiệp người Ai Cập hiện đang thi đấu ở vị trí tiền vệ cho câu lạc bộ Al Jazira và đội tuyển bóng đá quốc gia Ai Cập.

## Tuổi thơ
Mohamed Elneny bắt đầu nghiệp đá bóng lúc lên 6. Năm 1997, Elneny gia nhập lò đào tạo tại Al Ahly Sporting. Từ El Mahalla, Elneny đi tàu điện ngầm tới thủ đô Cairo, chờ thêm 30 phút bắt chuyến xe buýt tới Al Ahly. Lộ trình hàng ngày tới được học viện bóng đá hàng đầu Ai Cập buộc Elneny phải thức dậy lúc 4h sáng, ăn bữa sáng do mẹ chuẩn bị và chỉ trở về lúc 11h đêm.
Phương án học nội trụ được mẹ cậu tính tới do thương con đi lại vất vả. Nhưng bố Elneny, HLV trưởng CLB Baladeyet Al-Mahalla lúc bấy giờ, người nổi tiếng với giáo án hà khắc không đồng ý. Ông muốn tận mắt thấy cậu út trưởng thành sau mỗi ngày rèn giũa ở môi trường chuyên nghiệp. Chia sẻ và cảm xúc của Elneny được ông ghi chép cẩn thận ngày qua ngày.
Elneny nhận sự kỳ vọng lớn lao nơi người cha yêu bóng đá đến điên dại của mình. Năm lên 3, Elneny tập tọe làm quen với trái bóng. Nhiệm vụ của cậu là sút bóng ra bất kỳ đâu và đuổi theo nó. Trong ký ức của tiền vệ sinh năm 1992, cậu sinh ra là để chạy. "Bố tôi hy vọng tôi sẽ trở thành cầu thủ chuyên nghiệp. Tôi phải chạy, vì chạy miệt mài bạn mới dẻo dai, có dẻo dai mới biến ước mơ thành sự thật".

## Sự nghiệp câu lạc bộ
Mohamed Elneny bắt đầu sự nghiệp ở lò đào tạo trẻ của Al Ahly, một trong những đội bóng nổi tiếng nhất ở Ai Cập. Nhưng do không để lại nhiều dấu ấn, tiền vệ này phải chuyển sang El Mokawloon. Tại đây, Elneny nhanh chóng được chuyển lên đội 1 cùng Mohamed Salah, người mà anh luôn coi là "anh trai".
Vào năm 2012, Basel chiêu mộ Mohamed Salah. 6 tháng sau đó, Basel tiếp tục ký hợp đồng với Elneny theo dạng cho mượn. Vào mùa hè năm 2013, đội bóng Thụy Sĩ mua đứt Elneny.

### Basel
Elneny có trận ra mắt chính thức cho Basel vào ngày 10 tháng 2 năm 2013 trong chiến thắng 3–0 trên sân nhà trước Sion.Cuối mùa giải 2012-2013,anh cùng Basel dành ngôi vô địch quốc gia Thụy Sĩ.Tại UEFA Europa League 2012–13,đội bóng của anh vào đến bán kết trước khi để thua Chelsea (đội bóng sau đó dành ngôi vô địch)

Anh ấy ghi bàn thắng đầu tiên cho Basel,trong chiến thắng 4–2 trên sân nhà trước Zurich vào ngày 16 tháng 4 năm 2014.Vào cuối mùa giải 2013-2014,anh cùng Basel dành ngôi vô địch quốc gia .Họ cũng lọt vào trận chung kết Cúp Thụy Sĩ 2013–14 ,nhưng bị Zürich đánh bại với tỷ số 2–0.

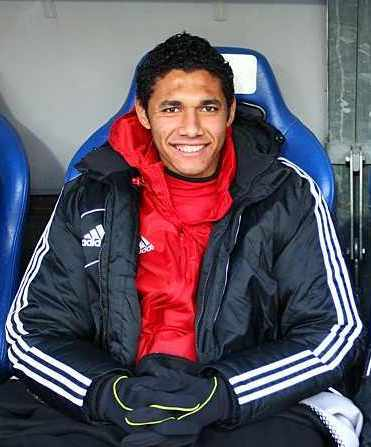
Mohammed Elneny ở Basel (2013)

Mùa giải 2014–15 là một mùa giải thành công của Elneny và FC Basel khi họ giành chức vô địch quốc gia Thụy Sĩ lần thứ 6 liên tiếp.Vào đến trận chung kết Cúp Thụy Sĩ nhưng để thua với tỷ số 0–3 trước FC Sion,đây cũng là lần thứ 3 liên tiếp họ về nhì tại Cúp Thụy Sĩ
Mùa giải 2015-2016,Basel dành chức vô địch quốc gia lần thứ 7 liên tiếp.Mặc dù đã rời câu lạc bộ vào kỳ chuyển nhượng mùa đông nhưng anh vẫn có tên trong danh sách.Đây là danh hiệu thứ 4 mà anh đạt được khi khoác áo Basel.

### Arsenal
Vào ngày 13 tháng 1 năm 2016, sau trận hòa 3–3 trước Liverpool,huấn luyện viên Arsène Wenger của Arsenal đã xác nhận việc ký hợp đồng với Elneny từ FC Basel.Ngày hôm sau, thương vụ chuyển nhượng đã chính thức được câu lạc bộ xác nhận với một,phí chuyển nhượng không được tiết lộ.Anh được mặc chiếc áo số 35. Anh ra mắt câu lạc bộ trong chiến thắng 2-1 trước Burnley ở vòng 4 FA Cup vào ngày 30 tháng 1 qua đó trở thành cầu thủ người Ai Cập đầu tiên chơi cho Arsenal. Elneny ghi bàn thắng đầu tiên cho Arsenal tại Champions League trong trận lượt về vòng 16 trước Barcelona. Vào ngày 8 tháng 4 năm 2018,trong trận đấu với Southampton,anh nhận thẻ đỏ sau một pha va chạm với Cédric Soares,đây cũng là thẻ đỏ đầu tiên trong sự nghiệp của anh

#### Cho mượn tại Beşiktaş
Vào ngày 31 tháng 8 năm 2019, Elneny gia nhập Beşiktaş JK theo bản hợp đồng cho mượn kéo dài một mùa giải với điều khoản mua đứt tùy chọn.

#### Trở lại Arsenal
Vào ngày 28 tháng 8 năm 2020, Elneny đã được đá chính trong trận Siêu Cúp Anh 2020. Trận đấu mà Arsenal đánh bại Liverpool sau loạt sút luân lưu. Vào tháng 11 năm 2020, khi đang tập trung cùng đội tuyển quốc gia, Hiệp hội bóng đá Ai Cập đã xác nhận rằng Elneny có kết quả xét nghiệm dương tính với COVID-19. Sau khi trở lại, anh ấy ghi bàn thắng đầu tiên trong mùa giải trong chiến thắng 4–2 trước Dundalk ở Europa League vào ngày 10 tháng 12 năm 2020. Vào ngày 2 tháng 5 năm 2021, Elneny ghi bàn thắng đầu tiên tại Premier League cho Arsenal bằng cú vô lê từ rìa vòng cấm trong trận đấu với Newcastle United .

## Sự nghiệp quốc tế
Mohamed Elneny cùng với Mohamed Salah (Liverpool) và Ahmed Fathy (Hull City) là một trong những nhân tố quan trọng của tuyển U23 Ai Cập tham dự Thế vận hội Olympic 2012. Ở giải đấu này, U23 Ai Cập đã giành quyền vào tứ kết trước khi để thua U-23 Nhật Bản.
Vào tháng 9/2011, Elneny đá trận ra mắt ĐTQG Ai Cập với Sierra Leone ở tuổi 20. Anh ghi bàn thắng đầu tiên cho Ai Cập trong trận hòa 2-2 trước Jamaica trong trận giao hữu vào ngày 4 tháng 6 năm 2014.
HLV của ĐT Ai Cập, ông Héctor Cuper đã có cuộc cách mạng về mặt nhân sự. Nhưng có 4 cầu thủ luôn được triệu tập, trong đó đáng chú ý có Salah và Elneny.
Anh cũng có tên trong danh sách Đội tuyển quốc gia Ai Cập dự World Cup 2018 tại Nga.

## Lối chơi
Mohamed Elneny thi đấu ở vị trí tiền vệ trung tâm nhưng không phải mẫu tiền vệ giữ nhịp cổ điển. Bởi vậy, anh đã ghi khá nhiều bàn thắng trong sự nghiệp, cả ở cấp độ CLB lẫn ĐTQG.
Ngoài sự mạnh mẽ trong các tình huống tranh cướp bóng, Elneny còn được đánh giá cao bởi khả năng chuyền bóng, đặc biệt là những đường chuyền dài vượt tuyến. Ở cúp châu Âu mùa này, Elneny có tỉ lệ chuyền bóng chính xác là 92,4%, cao nhất Basel. Trung bình mỗi trận, anh có 2,4 cú tắc bóng và 2 lần truy cản thành công.
Không chỉ vậy, Elneny còn là người được chọn thực hiện các cú đá phạt ở Basel. Cộng với khả năng dứt điểm từ xa khá tốt, tiền vệ này đã có khá nhiều bàn thắng từ ngoài vòng cấm.

## Thống kê sự nghiệp

### Câu lạc bộ
Tính đến ngày 18 tháng 3 năm 2021
| Câu lạc bộ          | Mùa giải            | Giải đấu                       | Giải đấu | Giải đấu | Cúp quốc gia | Cúp quốc gia | Cúp liên đoàn | Cúp liên đoàn | Khác | Khác | Tổng cộng | Tổng cộng |
| Câu lạc bộ          | Mùa giải            | Mùa                            | Trận     | Bàn      | Trận         | Bàn          | Trận          | Bàn           | Trận | Bàn  | Trận      | Bàn       |
| ------------------- | ------------------- | ------------------------------ | -------- | -------- | ------------ | ------------ | ------------- | ------------- | ---- | ---- | --------- | --------- |
| El Mokawloon        | 2010–11             | Giải bóng đá ngoại hạng Ai Cập | 21       | 2        | 0            | 0            | —             | —             | 0    | 0    | 21        | 2         |
| El Mokawloon        | 2011–12             | Giải bóng đá ngoại hạng Ai Cập | 14       | 0        | 0            | 0            | —             | —             | 0    | 0    | 14        | 0         |
| El Mokawloon        | Tổng cộng           | Tổng cộng                      | 35       | 2        | 0            | 0            | —             | —             | 0    | 0    | 35        | 2         |
| Basel               | 2012–13             | Giải vô địch bóng đá Thụy Sĩ   | 15       | 0        | 3            | 0            | —             | —             | 8    | 0    | 26        | 0         |
| Basel               | 2013–14             | Giải vô địch bóng đá Thụy Sĩ   | 32       | 1        | 4            | 0            | —             | —             | 12   | 0    | 48        | 1         |
| Basel               | 2014–15             | Giải vô địch bóng đá Thụy Sĩ   | 28       | 2        | 5            | 1            | —             | —             | 8    | 0    | 41        | 3         |
| Basel               | 2015–16             | Giải vô địch bóng đá Thụy Sĩ   | 16       | 2        | 2            | 1            | —             | —             | 9    | 2    | 27        | 5         |
| Basel               | Tổng cộng           | Tổng cộng                      | 91       | 5        | 14           | 2            | —             | —             | 37   | 2    | 142       | 9         |
| Arsenal             | 2015–16             | Premier League                 | 11       | 0        | 4            | 0            | 0             | 0             | 1    | 1    | 16        | 1         |
| Arsenal             | 2016–17             | Premier League                 | 14       | 0        | 2            | 0            | 3             | 0             | 5    | 0    | 24        | 0         |
| Arsenal             | 2017–18             | Premier League                 | 13       | 0        | 1            | 0            | 5             | 0             | 13   | 1    | 32        | 1         |
| Arsenal             | 2018–19             | Premier League                 | 8        | 0        | 1            | 0            | 1             | 0             | 7    | 0    | 17        | 0         |
| Arsenal             | 2020–21             | Premier League                 | 16       | 0        | 2            | 0            | 3             | 0             | 9    | 2    | 31        | 2         |
| Arsenal             | Tổng cộng           | Tổng cộng                      | 62       | 0        | 10           | 0            | 12            | 0             | 34   | 4    | 120       | 4         |
| Beşiktaş (mượn)     | 2019–20             | Süper Lig                      | 5        | 0        | 0            | 0            | —             | —             | 4    | 0    | 9         | 0         |
| Tổng cộng sự nghiệp | Tổng cộng sự nghiệp | Tổng cộng sự nghiệp            | 214      | 8        | 26           | 2            | 12            | 0             | 77   | 6    | 331       | 16        |

### Bàn thắng quốc tế
| #  | Ngày                 | Địa điểm                                           | Đối thủ  | Bàn thắng | Kết quả | Giải đấu                 |
| -- | -------------------- | -------------------------------------------------- | -------- | --------- | ------- | ------------------------ |
| 1  | 4 tháng 6 năm 2014   | Sân vận động Matchroom, London, Anh                | Jamaica  | 1–0       | 2–2     | Giao hữu                 |
| 2  | 10 tháng 10 năm 2014 | Sân vận động Quốc gia Botswana, Gaborone, Botswana | Botswana | 1–0       | 2–0     | Vòng loại CAN 2015       |
| 3  | 17 tháng 11 năm 2015 | Sân vận động Borg El Arab, Alexandria, Ai Cập      | Tchad    | 1–0       | 4–0     | Vòng loại World Cup 2018 |
| 4  | 5 tháng 2 năm 2017   | Sân vận động Angondjé, Libreville, Gabon           | Cameroon | 1–0       | 1–0     | CAN 2017                 |
| 5. | 28 tháng 3 năm 2017  | Sân vận động Borg El Arab, Alexandria, Ai Cập      | Togo     | 3–0       | 3–0     | Giao hữu                 |
| 6. | 8 tháng 9 năm 2018   | Sân vận động Borg El Arab, Alexandria, Ai Cập      | Niger    | 6–0       | 6–0     | Vòng loại CAN 2019       |
| 7. | 29 tháng 3 năm 2021  | Sân vận động Quốc tế Cairo, Cairo, Ai Cập          | Comoros  | 1–0       | 4–0     | Vòng loại CAN 2021       |
| 8. | 12 tháng 11 năm 2021 | Sân vận động 11 tháng 11, Luanda, Angola           | Angola   | 1–2       | 2–2     | Vòng loại World Cup 2022 |

## Danh hiệu
Basel
- Swiss Super League: 2012–13, 2013–14, 2014–15, 2015–16

Arsenal
- FA Cup: 2016–17,[6] 2019–20
- FA Community Shield: 2017,[7] 2020,[8] 2023[9]